# Abdul Malik Baloch
Pour les articles homonymes, voir Baloch.
Abdul Malik Baloch, né à Sigenisar dans le district de Kech (province du Baloutchistan), est un homme politique pakistanais. Militant en faveur de la représentation des Baloutches et de l'autonomie de sa province natale, il a dirigé le Parti national entre 2008 et 2014. Il est ministre en chef de la province du Baloutchistan du 7 juin 2013 au 23 décembre 2015.

## Famille et éducation
Originaire d'une famille du district de Kech, il est né dans le village de Sigenisar, près de Turbat dans le sud de la province du Baloutchistan. Il a étudié la médecine au Bolan Medical College où il obtient un Bachelors of Medicine and Surgery, puis devient médecin. Il a notamment brièvement dirigé une clinique de Turbat.

## Carrière politique
Membre d'une organisation étudiante pro-Baloutches durant sa jeunesse, il commence sa carrière politique dans les années 1980. Il co-fonde le « mouvement national baloutche » en 1988 puis est élu député provincial la même année, devenant ensuite ministre de la santé dans le gouvernement local de 1988 à 1990, puis ministre de l'éducation de 1993 à 1994.
En 2003, il rejoint le Parti national, nouveau parti fondé pour représenter les Baloutches et réunissant plusieurs courants, dans l'ancien mouvement de Baloch. Il est élu à la présidence du parti en 2008. 
Il a été en mars 2006 élu sénateur pour un mandat de six ans. À ce titre, il participe à plusieurs commissions parlementaires et notamment aux discussions sur le 18e amendement à la Constitution et défend l'autonomie de sa province.

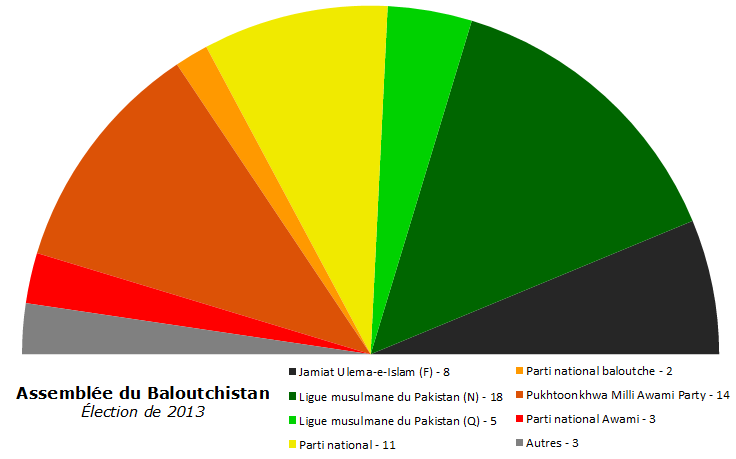
Composition de l'Assemblée provinciale du Baloutchistan après les élections de 2013.

Après que son parti soit arrivé troisième dans la province du Baloutchistan lors des élections législatives du 11 mai 2013, il devient la principale force baloutche du pays, et après avoir conclu un accord de coalition avec les deux principaux partis, Abdul Malik Baloch est élu ministre en chef par l'Assemblée provinciale du Baloutchistan, sans opposition. Il a notamment reçu le soutien du Premier ministre Nawaz Sharif à la suite des négociations de coalition. Les accords avec le parti au pouvoir, dit de « Murree », prévoient précisément le partage du pouvoir dans la province, et l'accession de Baloch au poste de ministre en chef pendant deux ans et demi, soit la moitié de la législature. Ce geste est vu comme une concession alors que son parti n'est pas la première force de l'Assemblée provinciale. 
Lors de son investiture, il promet notamment de ramener le calme dans la province et de résoudre le cas des « personnes disparues », soupçonnées d'être détenues secrètement par l'armée dans le cadre de ses opérations contre des mouvements séparatistes baloutches. À ce titre, il a notamment incité ces mouvements armés à participer aux négociations de paix, en octobre 2013.
Le 23 décembre 2015, Baloch démissionne de son poste comme prévu dans les accords de coalition signés avec le parti au pouvoir. Il est remplacé par Sanaullah Zehri, un proche du Premier ministre Nawaz Sharif. Baloch déclare alors partir avec « dignité », mais regrette son incapacité à résoudre le problème des « personnes disparues ». Il estime aussi que des progrès ont été faits dans les négociations de paix mais critique le peu de budget alloué à sa province.  